# Conseil Exécutif des Grands Projets (Liban)
 (août 2025).
 (avril 2025).
Le « conseil exécutif des grands projets » (C.E.G.P.) a été créé à Beyrouth (Liban) en juin 1961. Le nom officiel en arabe « مجلس تنفيذ المشاريع الكبرى » c.à-.d. « Conseil de réalisation des grands projets » exprime différemment le même objectif. La création de cet organisme s’inscrivait dans le cadre des réformes administratives voulues par le président de la République Libanaise Fouad Chéhab. Le C.E.G.P. a longtemps été l’un des symboles du Chéhabisme et plus particulièrement de sa politique de développement. Il était rattaché au ministère des Travaux publics et bénéficiait d’une autonomie financière et administrative partielle.
Le premier conseil de direction du C.E.G.P. (1961 - 1965) était composé de Fayez Ahdab (président), Henry Naccache et Farid Trad tandis que le deuxième (1965 – 1970) était formé de Malek Salam (président), H. Naccache et Ferdinand Dagher.
Les principales réalisations du C.E.G.P. de 1961 à 1970 ont été : 
- Les silos du port de Beyrouth (détruits le 4 août 2020. Voir Explosions au port de Beyrouth),
- La Banque du Liban (études et réalisation en moins de quinze mois),
- Le complexe pénitentiaire de Roumieh,
- Le réseau électrique rural de haute et moyenne tension (l’électricité à tout le territoire libanais),
- Le troisième bassin du port de Beyrouth,
- La foire internationale de Tripoli  ,
- La faculté des sciences de l’Université libanaise – (Hadat),
- Les ports de Jounieh (A.T.C.L., militaire, pêcheurs) financés par l’utilisation de budgets autorisés mais non utilisés d’autres projets,
- L’aménagement du cours des rivières Nahr Abou Ali et Nahr Beyrouth,
- De nombreuses routes de pénétration couvrant tout le territoire.

En octobre 1970, soit moins d'un mois après l’élection à la présidence de Sleiman Franjieh et la formation du "gouvernement des jeunes (« chabebs ») ", Malek Salam et Henry Naccache ont été accusés par le ministre des Travaux publics Henri Eddé de corruption et immédiatement remplacés. Toutes les accusations ont été éventuellement abandonnées.
Aucun projet majeur ne semble avoir été réalisé par le C.E.G.P. à partir de 1971.